# Mike Brown (pływak)
Michael Andrew "Mike" Brown (ur. 5 maja 1984 w Oshawa) – kanadyjski pływak, specjalizujący się głównie w stylu klasycznym.
Wicemistrz świata z Montrealu na 200 m stylem klasycznym. 2-krotny medalista Igrzysk Wspólnoty Brytyjskiej na 200 m żabką.
2-krotny uczestnik Igrzysk Olimpijskich: z Aten (6. miejsce na 200 m stylem klasycznym oraz 10. miejsce w sztafecie 4 x 100 m stylem zmiennym) oraz Pekinu (20. miejsce na 100 i 4. miejsce na 200 m stylem klasycznym oraz 10. miejsce w sztafecie 4 x 100 m stylem zmiennym). 